# A Fővárosi Állat- és Növénykert Zsiráfháza
A Zsiráfház a budapesti Fővárosi Állat- és Növénykert egyik ismert épülete.

## Története
A Zsiráfház eredetije 1909–1912 között épült Kós Károly és Zrumeczky Dezső tervei alapján szecessziós stílusban, és a benne bemutatott állatok – zsiráfok, antilopok, zebrák – őshazája építészetének hatásait viselte magán. A II. világháborúban súlyos károkat szenvedett, alapjainak felhasználásával 1965-ben készült el a később látható Zsiráfház Kéri Gyula és Bognár Ferenc tervei alapján szocialista realista stílusban. Érdekesség volt az őskori barlangrajzokra utaló dekoráció az előtérben, mely pálcikaemberek zsiráfvadászatát ábrázolja. Zebráknak, és kaffer szarvasvarjaknak adott otthont, emeletén irodák működtek.
A Bölényházhoz hasonlóan az 1965-ös Zsiráfházat fél évszázadon át használták, azonban a 2000-es évek elejére állapota leromlott, és felmerült felújításának gondolata. A múzeum vezetősége végül úgy döntött, hogy elbontják, és eredeti rajzok, tervek és fényképek alapján újra felépítik a Kós-féle régi Zsiráfházat. Ez 2010-ben meg is történt. Az épületből a zsiráfokat átköltöztették a 2008-ban megnyílt, tágasabb Szavannakifutó épületébe, de a Zsiráfház nevet tiszteletből megtartották.
Az épületben napjainkban ezért csak zebráknak, és kaffer szarvasvarjakat tartanak.

## Képtár

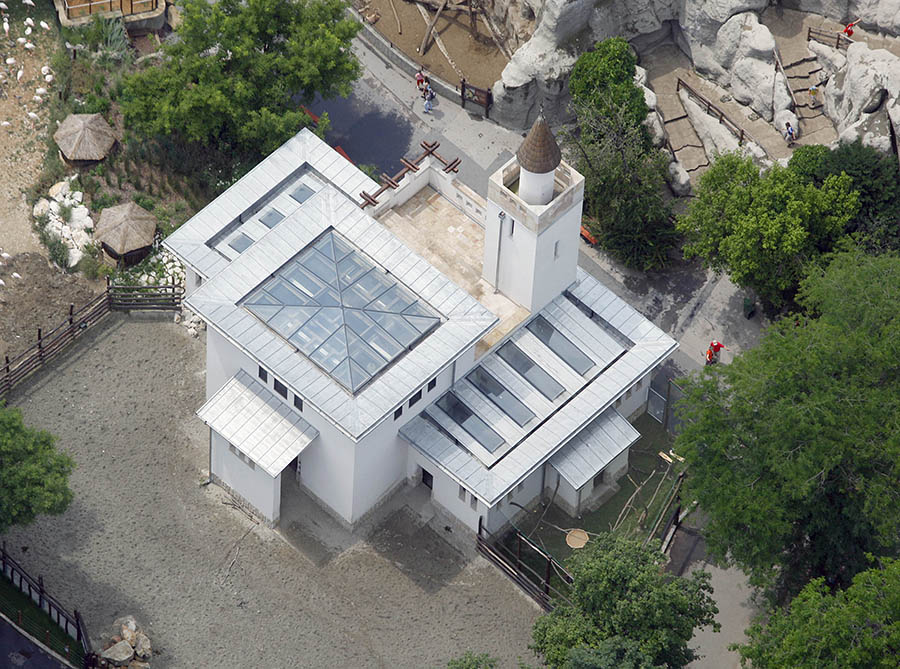
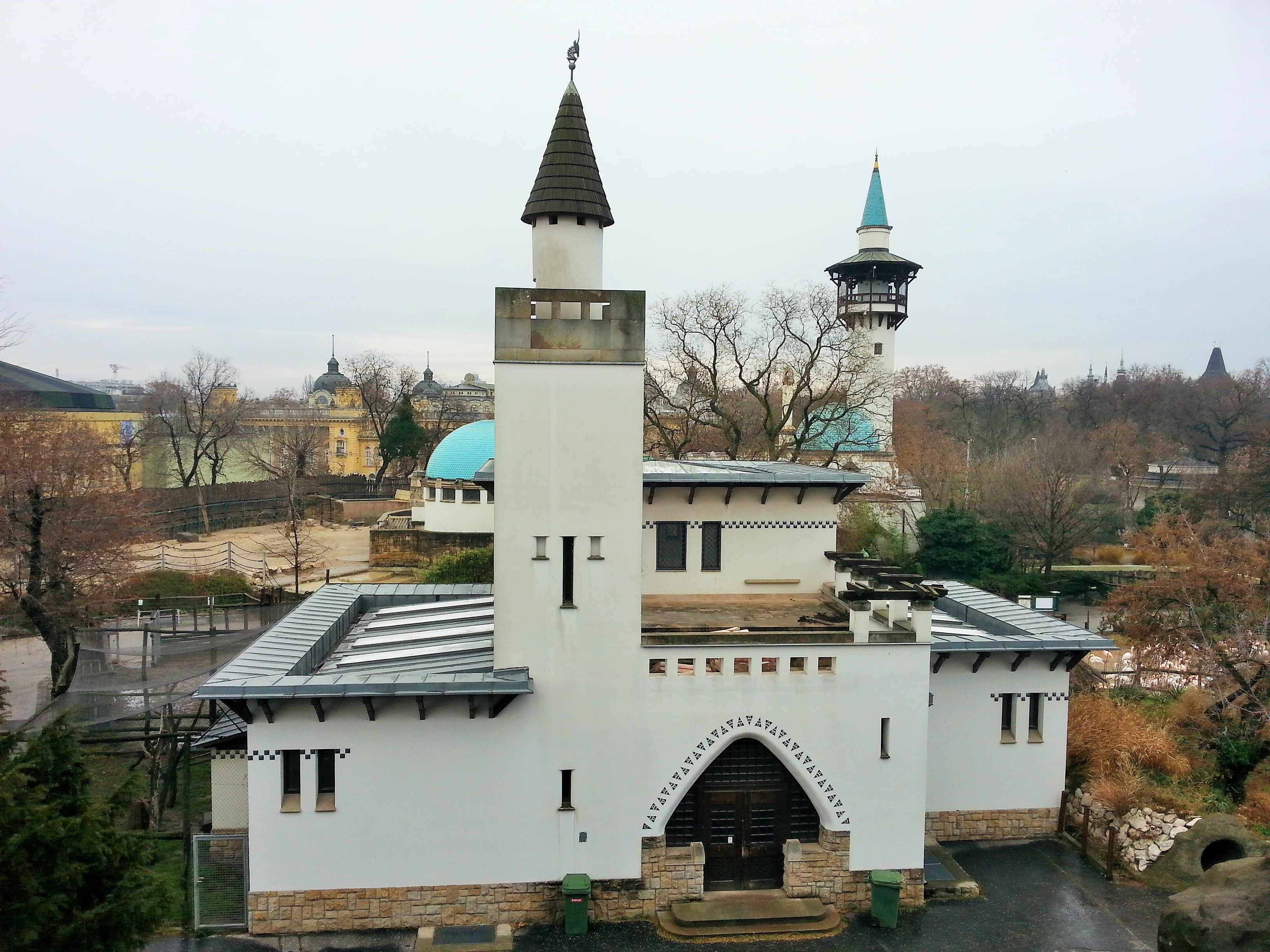
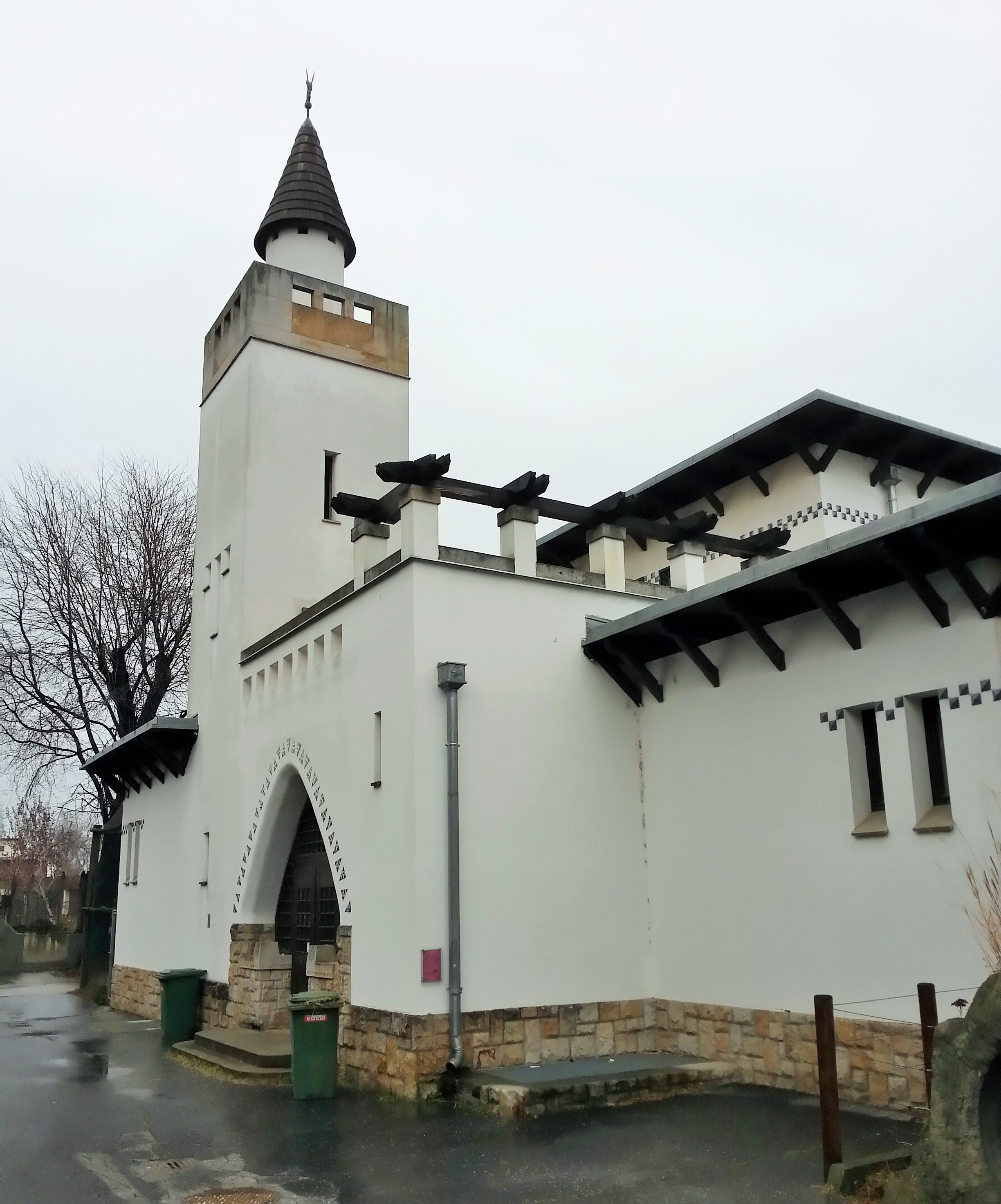
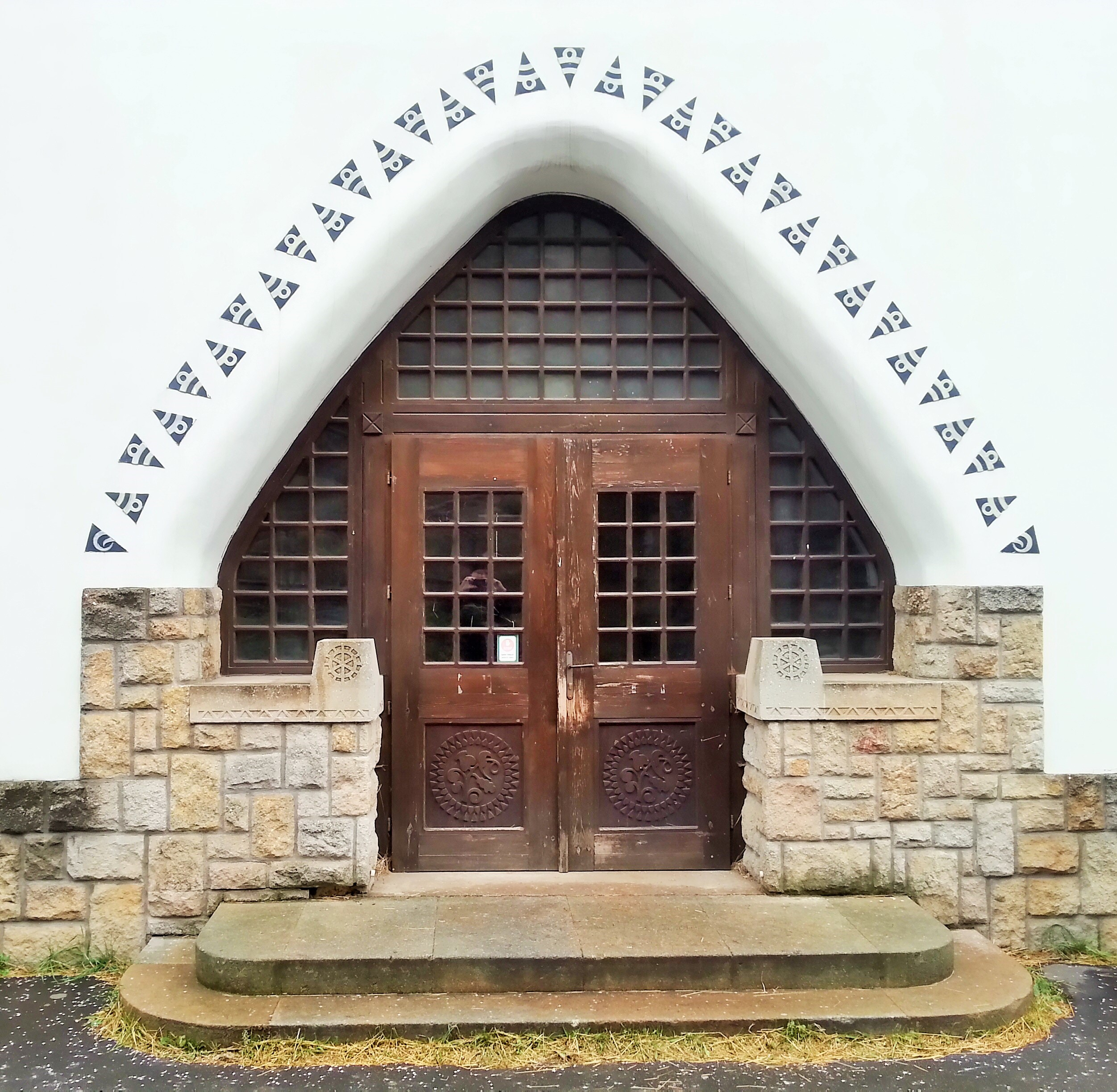
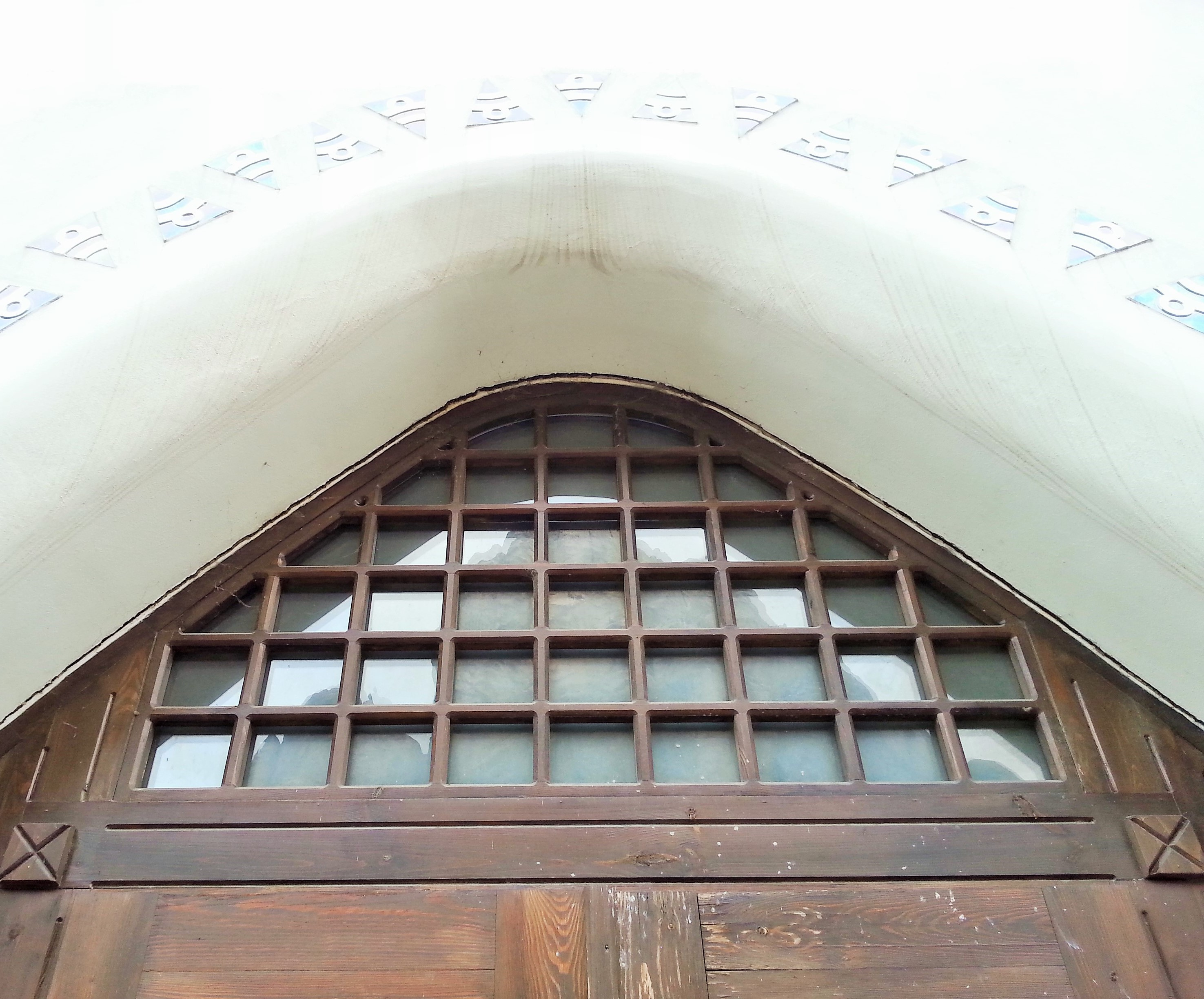
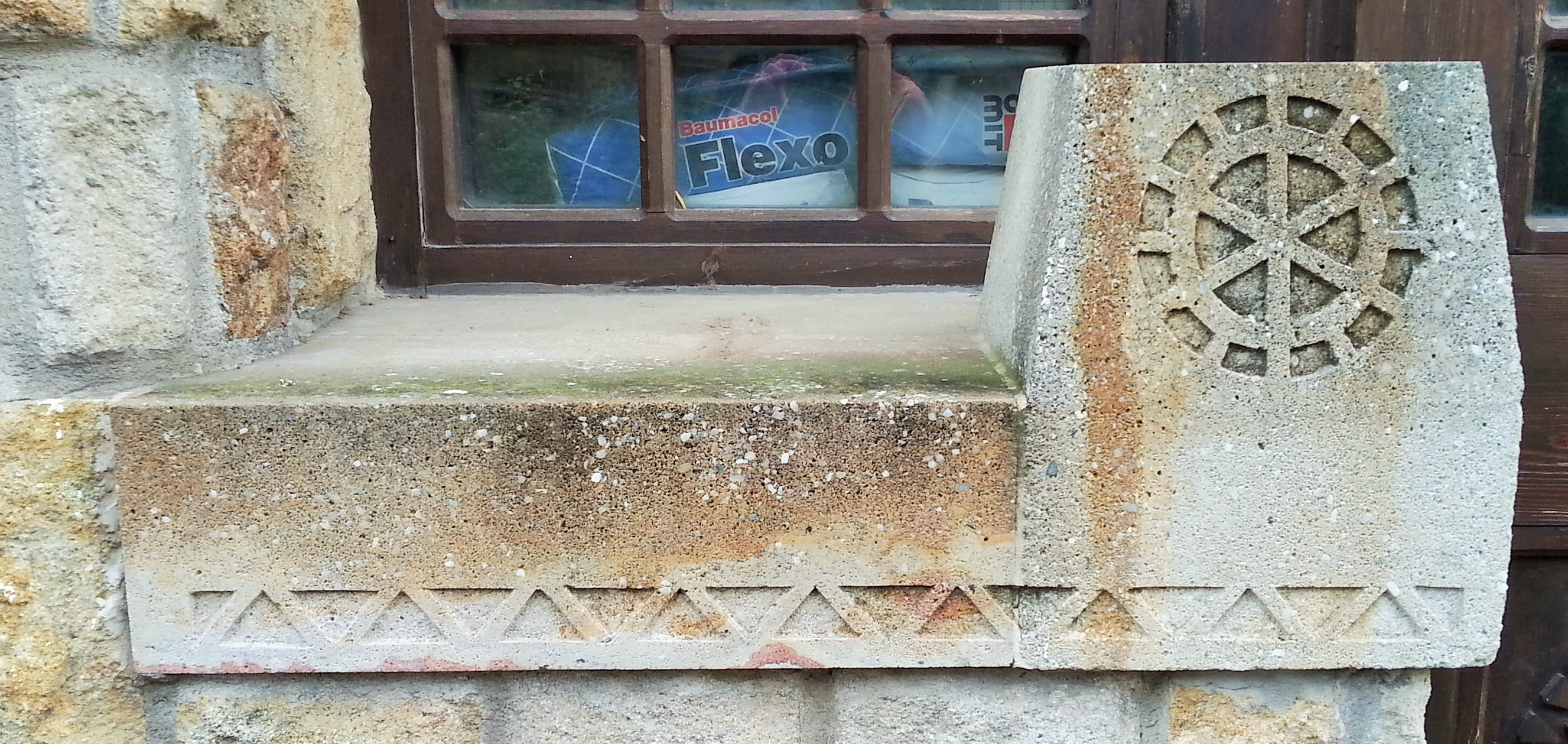
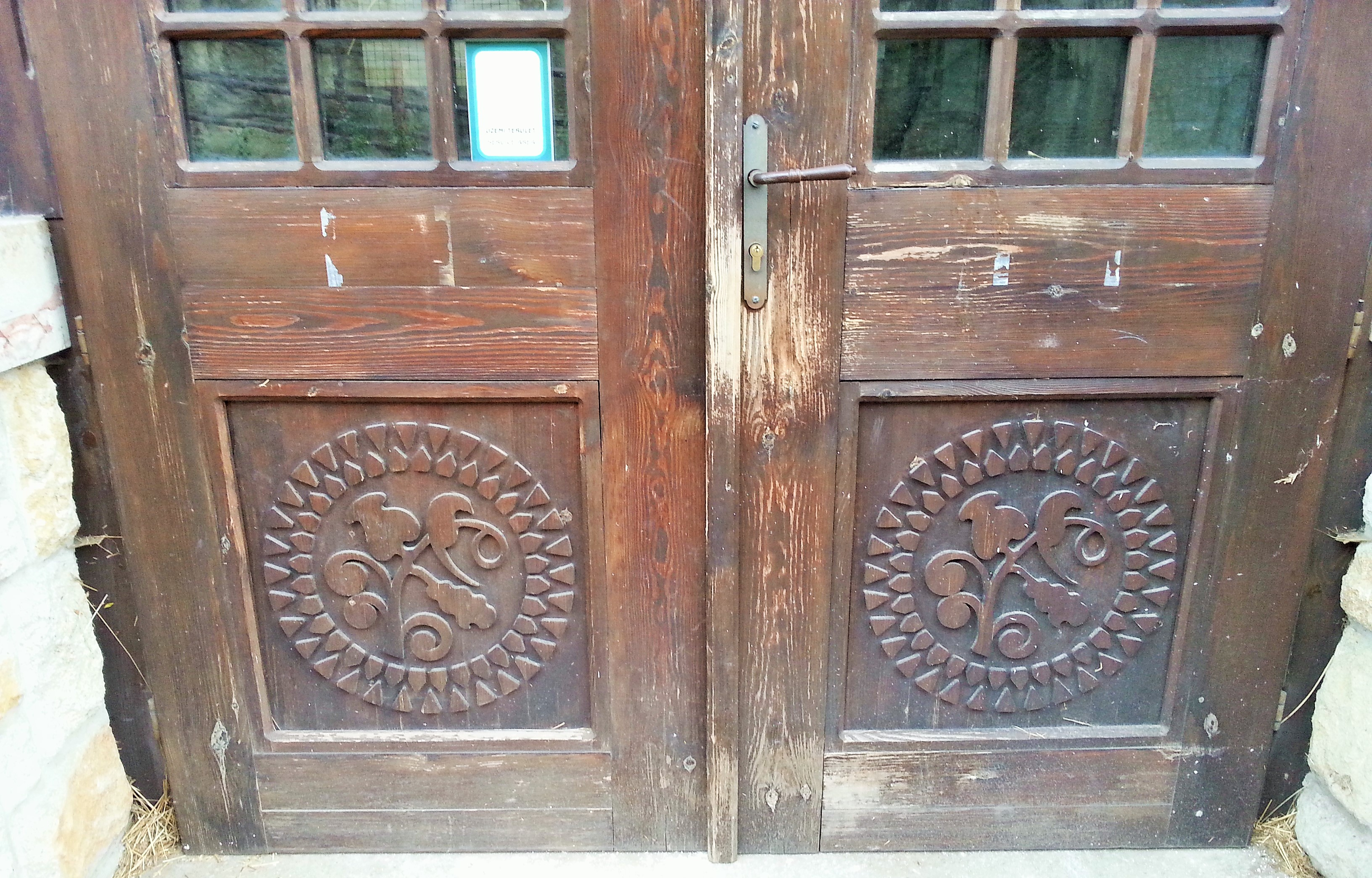
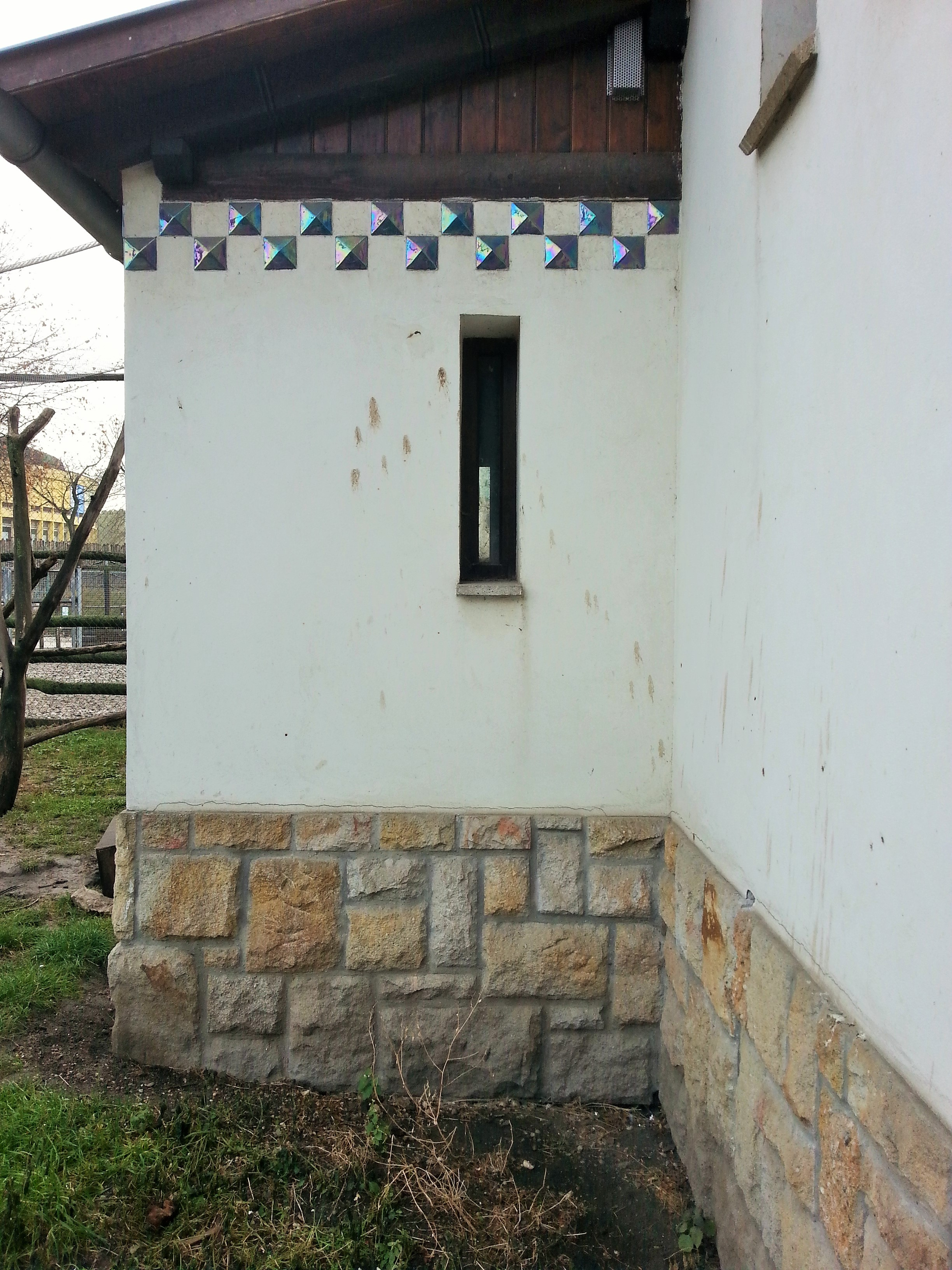
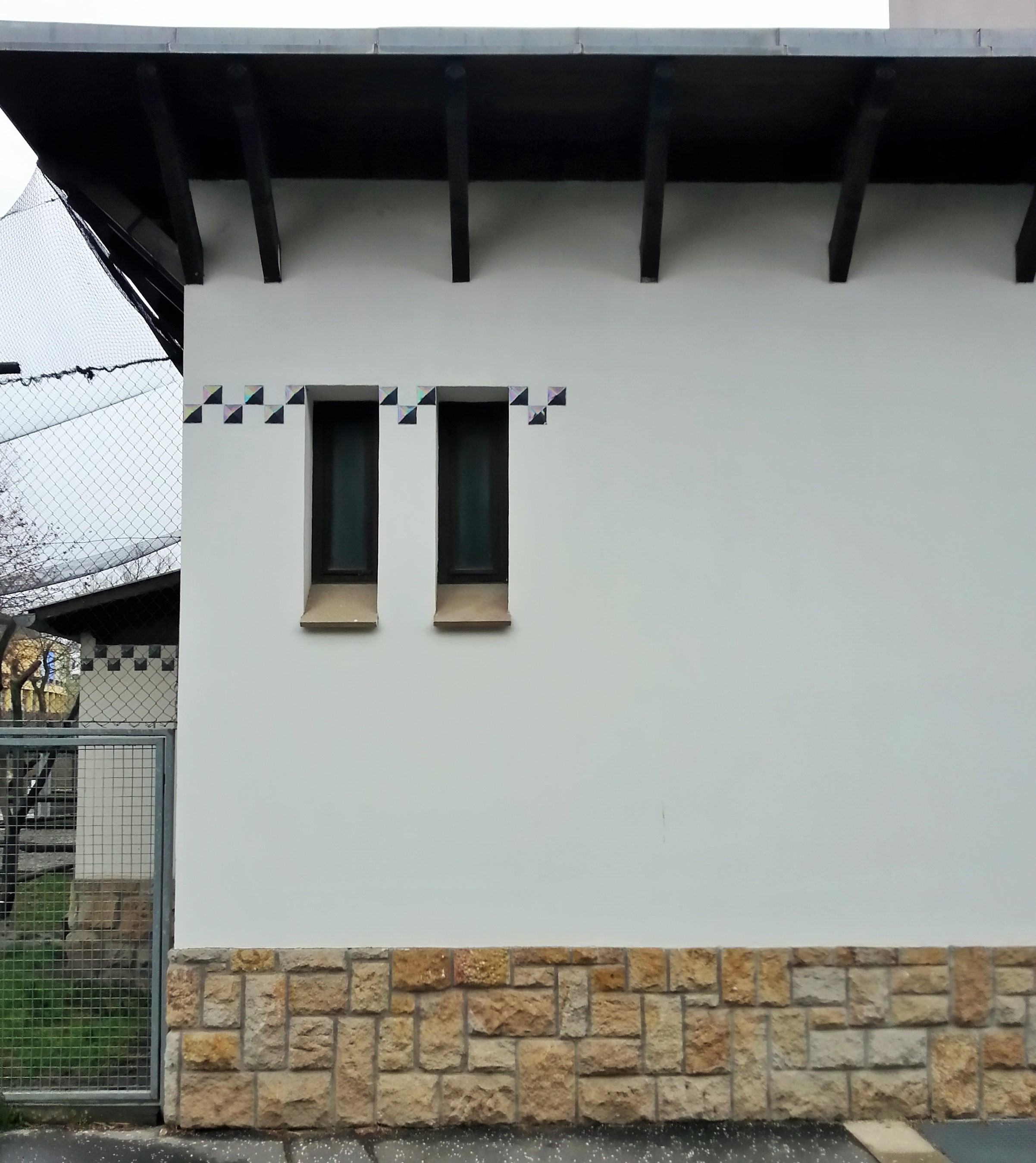
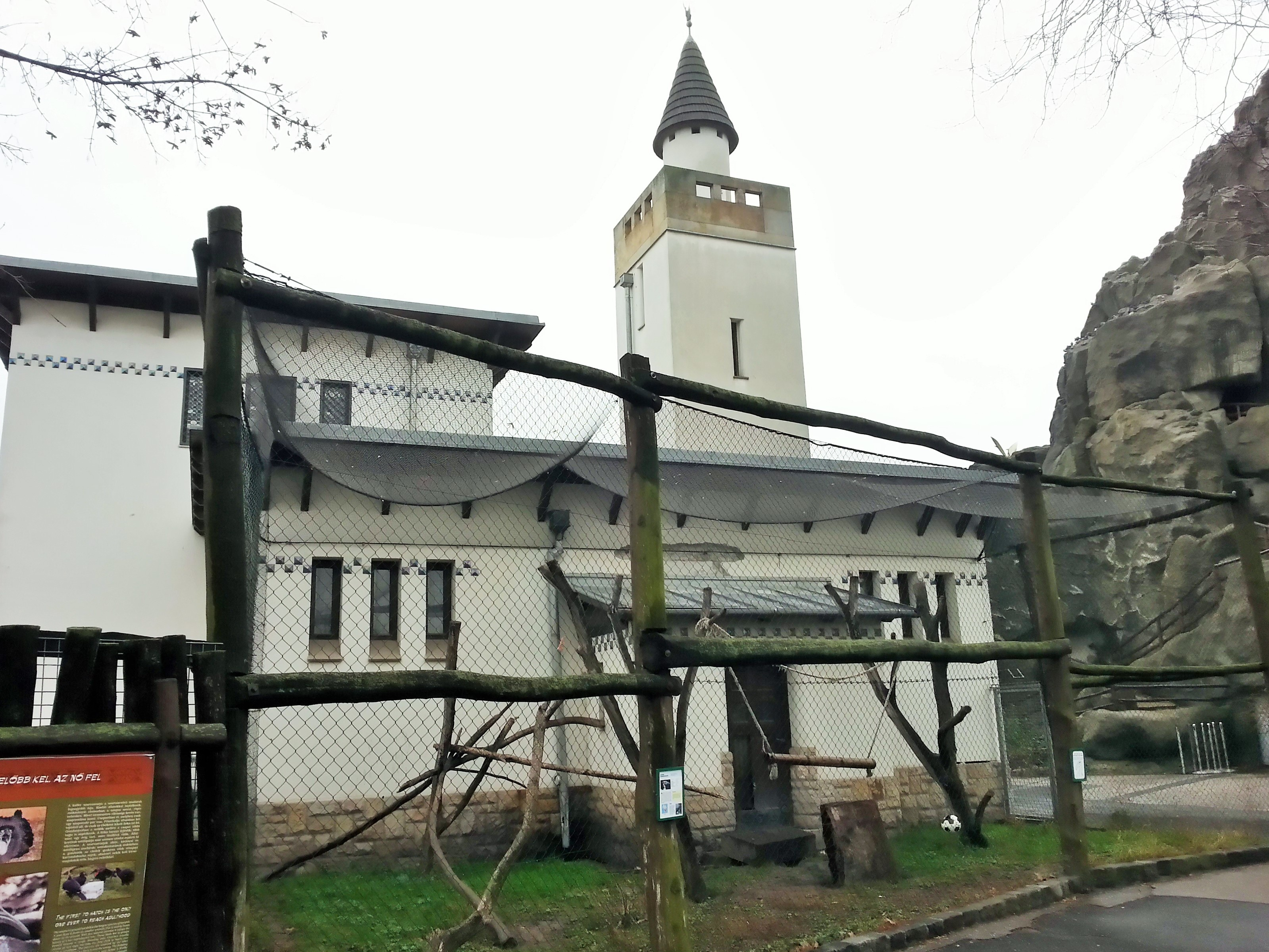
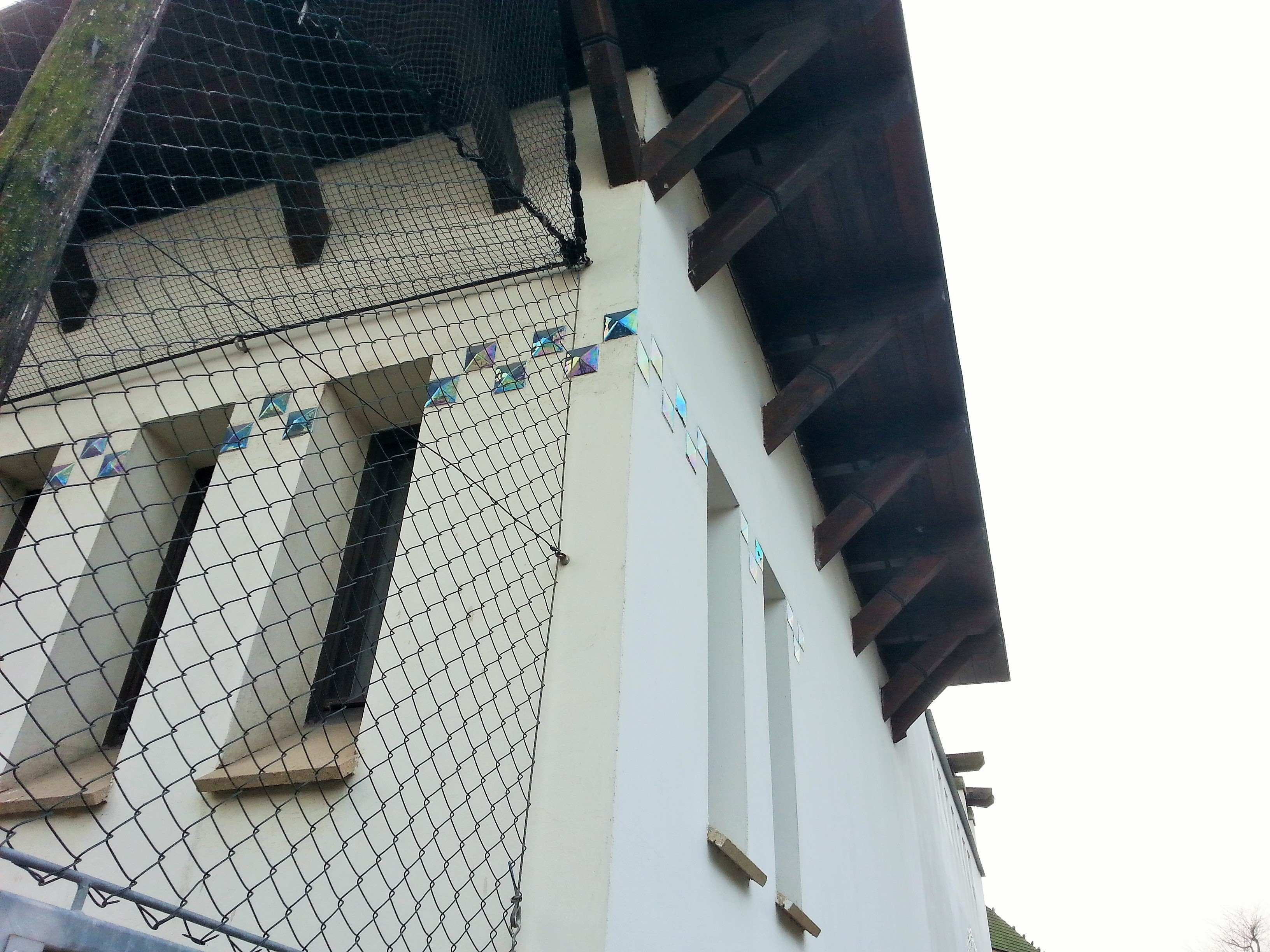

## Jellemzői
„Az újjáépített Régi Zsiráfház alapterülete 438 négyzetméter. Az épület tornyának kőpárkányaiba épített mészkőtömbök össztömege 8 tonna. A 17 méter magas torony tetején található, antilopfejet mintázó vörösréz csúcsdíszt Mónus Béla készítette. A homlokzatokon 487 darab, eozinmázat utánzó, fémoxid mázú kerámiadísz található. A majolika díszítő elemeket Égető Emese és a Korall Csempe készítette az eredeti állatházakról készült századeleji fotók alapján. Különlegességnek számít az épület eredeti méretben visszaépített tölgyfa ajtaja, amelyeket száz évvel ezelőtt a zsiráfokra méreteztek. A két ajtószárny mindegyike 480 cm magas, 130 cm széles és mindegyikük 250 kg-ot nyom.”